# Emin Hadjiyev
Emin Hadjiyev est un homme politique azerbaïdjanais, membre des Ve et VIe législatures de l'Assemblée nationale d'Azerbaïdjan.

## Biographie
Emin Hadjiyev est né le 13 février 1982 à Sumqayıt. Il est diplômé de la faculté des relations économiques internationales de  l'Université d'État d'économie d'Azerbaïdjan et de l'Académie diplomatique du ministère des Affaires étrangères de la fédération de Russie. Il est docteur en philosophie en économie.

### Famille
Il est marié et a trois enfants.